# Fraccionamiento del Valle, Baja California
Fraccionamiento del Valle är en ort i Mexiko.   Den ligger i kommunen Ensenada och delstaten Baja California, i den nordvästra delen av landet, 2 200 km nordväst om huvudstaden Mexico City. Fraccionamiento del Valle ligger 703 meter över havet och antalet invånare är 1 052.
Terrängen runt Fraccionamiento del Valle är platt österut, men västerut är den kuperad. Runt Fraccionamiento del Valle är det glesbefolkat, med 8 invånare per kvadratkilometer. Fraccionamiento del Valle är det största samhället i trakten. Omgivningarna runt Fraccionamiento del Valle är i huvudsak ett öppet busklandskap.